# Micrometula
Micrometula es un género de foraminífero bentónico de la subfamilia Argillotubinae, de la familia Allogromiidae, del suborden Allogromiina y del orden Allogromiida. Su especie-tipo es Micrometula hyalostriata. Su rango cronoestratigráfico abarca el Holoceno.

## Clasificación
Micrometula incluye a la siguiente especie:
- Micrometula hyalostriata